# Norman Dello Joio
Norman Dello Joio eller Nicodemo DeGioio (24. januar 1913 i New York USA – 24. juli 2008) var en amerikansk komponist af italiensk afstamning.
Joio studerede hos Bernard Wagenaar og Paul Hindemith. Han komponerede i en lyrisk kontrapunktisk stil, med inspiration fra Gregorianske melodier, og jazzelementer.
Han har komponeret 1 symfoni The Triumph of Saint Joan, orkesterværker,sange,kormusik,sonater og kammermusik.
Joio har modtog Pulitzer-prisen i 1957 for sit orkesterværk Meditations and Ecclesiastes.

## Udvalgte værker
- "Triumf af Saint Joan Symfoni" (1952) - for orkester
- "Meditationer og Prædikener" (1956) - for strygeorkester
- "Koncert musik" (1949) - for orkester
- "Epigraf" (1953) - for orkester
- "Davids salme" (1951)  – for blandet kor, strygeorkester, messingblæsere og slagtøj
- "Til Saint Cecilia" (1958) - for blandet kor og brassband
- Suite (1940) - for klaver
- 3 Sonater (1947, 1948, 1948) - for klaver